# Aforia multispiralis
Aforia multispiralis is een slakkensoort uit de familie van de Cochlespiridae. De wetenschappelijke naam van de soort is voor het eerst geldig gepubliceerd in 1990 door Dell.